# 道格拉斯·普拉修
道格拉斯·普拉修（英語：Douglas C. Prasher，1951年8月—）是一位美國分子生物學家，以複製和定序水母發光蛋白質和綠色螢光蛋白質（GFP）基因聞名於世，他提議使用綠色螢光蛋白質作為追踪分子。他的開創性工作對於马丁·查尔菲及錢永健影響很大。1991 年，道格拉斯·普拉修因無法獲得進一步的資金繼續研究而離開學術界。马丁·查尔菲及錢永健獲得2008年諾貝爾化學獎，並公開承認他們的研究在很大程度上來自道格拉斯·普拉修，而道格拉斯·普拉修於2010年6月重返學術界加入錢永健團隊，但在2015年再度離開學術界後就不再有消息。

## 外部連結
- TerraSig blog, Nobel Prize heartbreak - Dr Douglas Prasher
- In Cites, An interview with Martin Chalfie, Ph.D. （页面存档备份，存于）
- Davidson College, Green Fluorescent Protein as a Reporter Gene （页面存档备份，存于）
- The Green Fluorescent Protein or GFP
- The Scientist.com, on-line discussion, "What about Douglas Prasher?"